# Freak of Nature
Freak of Nature – drugi album studyjny nagrany przez amerykańską wokalistkę pop Anastacię, wydany 26 listopada 2001 w Europie oraz 18 czerwca 2002 w Stanach Zjednoczonych.
Płyta znalazła się w Top 10 oficjalnych list sprzedaży albumów muzycznych w Europie oraz zajęła pozycję 27 w notowaniu Billboard 200 najczęściej kupowanych albumów w USA. W Polsce nagrania uzyskały status złotej płyty.
Dzieło stało się pierwszym albumem wokalistki, które znalazło się w Top 100 listy Billboard 200 sprzedając się na amerykańskim rynku muzycznym w postaci ponad 270 000 egzemplarzy. Na całym świecie krążek nabyło ponad 7,5 miliona ludzi.
4 listopada 2002 na rynkach muzycznych ukazała się kolekcjonerska wersja albumu wzbogacona o dodatkową płytę CD zawierająca dodatkowe utwory, remiksy oraz zarejestrowane występy z koncertów.

## Listy utworów
- Wersja europejska

| #   | Tytuł                           |      |
| --- | ------------------------------- | ---- |
| 1.  | "Freak of Nature"               | 3:39 |
| 2.  | "Paid My Dues"                  | 3:21 |
| 3.  | "Overdue Goodbye"               | 4:34 |
| 4.  | "You'll Never Be Alone"         | 4:21 |
| 5.  | "One Day in Your Life"          | 3:28 |
| 6.  | "How Come the World Won't Stop" | 4:03 |
| 7.  | "Why'd You Lie to Me"           | 3:43 |
| 8.  | "Don'tcha Wanna"                | 3:43 |
| 9.  | "Secrets"                       | 5:22 |
| 10. | "Don't Stop (Doin' It)"         | 4:21 |
| 11. | "I Dreamed You"                 | 5:04 |
| 12. | "Overdue Goodbye (Reprise)      | 1:35 |

- Wersja amerykańska

Wydany dnia 18 czerwca 2002
| #   | Tytuł                                               |      |
| --- | --------------------------------------------------- | ---- |
| 1.  | "Freak of Nature"                                   | 3:39 |
| 2.  | "Paid My Dues"                                      | 3:21 |
| 3.  | "Overdue Goodbye"                                   | 4:34 |
| 4.  | "You'll Never Be Alone"                             | 4:21 |
| 5.  | "One Day in Your Life"                              | 3:28 |
| 6.  | "How Come the World Won't Stop"                     | 4:03 |
| 7.  | "I Thought I Told You That" (featuring Faith Evans) | 3:35 |
| 8.  | "Why'd You Lie to Me"                               | 3:43 |
| 9.  | "Don'tcha Wanna"                                    | 3:43 |
| 10. | "Secrets"                                           | 5:22 |
| 11. | "Don't Stop (Doin' It)"                             | 4:21 |
| 12. | "I Dreamed You"                                     | 5:04 |
| 13. | "Overdue Goodbye (Reprise)                          | 1:35 |

- Edycja kolekcjonerska (Dysk 2)

(Dysk 1 zawiera wszystkie utwory z europejskiej wersji krążka)
Wydany dnia 4 listopada 2002
| #  | Tytuł                                                   |       |
| -- | ------------------------------------------------------- | ----- |
| 1. | "I Thought I Told You That" (featuring Faith Evans)     | 03:35 |
| 2. | "Someday My Prince Will Come"                           | 03:44 |
| 3. | "Paid My Dues" (The S-Man's Darkstar Mix)               | 05:25 |
| 4. | "One Day In Your Life" (Hex Hector/Mac Quayle Club Mix) | 10:32 |
| 5. | "Why'd You Lie To Me" (Nu Soul DNB Mix)                 | 06:38 |
| 6. | "Freak Of Nature" (Na żywo z Japonii, 13 wrze 2002)     | 04:23 |
| 7. | "Overdue Goodbye" (Na żywo z Japonii, 13 wrze 2002)     | 05:41 |

## Pozycje na listach
| Lista sprzedaży (2001/02)        | Najwyższa pozycja |
| -------------------------------- | ----------------- |
| Australia ARIA Albums Chart      | 10                |
| Austria IFPI Albums Chart        | 2                 |
| Dania IFPI Albums Chart          | 1                 |
| Finlandia IFPI Albums Chart      | 8                 |
| Francja SNEP Albums Chart        | 15                |
| Niemcy IFPI Albums Chart         | 1                 |
| Norwegia IFPI Albums Chart       | 1                 |
| Nowa Zelandia RIANZ Albums Chart | 39                |
| Szwajcaria IFPI Albums Chart     | 1                 |
| Szwecja IFPI Albums Chart        | 1                 |
| UK Albums Chart                  | 4                 |
| Włochy FIMI Albums Chart         | 3                 |
| USA RIAA Billboard 200           | 27                |